# Гомес, Селена
Селена Мари Гомес (англ. Selena Marie Gomez; род. 22 июля 1992, Гранд-Прери, Техас, США) — американская певица, автор песен, актриса кино, телевидения и озвучивания, продюсер, предприниматель. Начала свою карьеру ещё подростком в телесериале «Барни и друзья». Благодаря роли Алекс Руссо в ситкоме канала Disney «Волшебники из Вэйверли Плэйс» Гомес стала кумиром подростков. В 2008 году она подписала контракт с Hollywood Records и основала группу Selena Gomez & the Scene, которая выпустила три альбома: Kiss & Tell, A Year Without Rain и When the Sun Goes Down.
Гомес выпустили три сольных студийных альбома, ставших лидером американского чарта Billboard 200. Её дебютный альбом Stars Dance вдохновлён элементами EDM, а сингл «Come & Get It» международную десятку лучших. Позже Гомес перешла на лейбл Interscope Records и выпустила электропоп-альбом Revival. В поддержку релиза были выпущены синглы «Good for You», «Same Old Love» и «Hands to Myself», вошедшие в десятку лучших. Выхода альбома с элементами дэнс-поп Rare поддержал сингл «Lose You to Love Me», ставший лидером Billboard Hot 100. Гомес выпустила испаноязычный EP Revelación, принесший номинации на премии «Грэмми» и «Латинская Грэмми». Она выпустила множество совместных синглов, в том числе «We Don’t Talk Anymore», «It Ain’t Me», «Wolves», «Taki Taki» и «Calm Down (Remix)», причём последний стал самой успешной песней в стиле афробитс.
Гомес снялась в таких фильмах, как «Ещё одна история о Золушке», «Монте-Карло», «Отвязные каникулы», «Основные принципы добра», «Мёртвые не умирают» и «Эмилия Перес». Озвучивала Мэйвис Дракулу в анимационной франшизе «Монстры на каникулах». Гомес спродюсировала сериалы «13 причин почему», «Неучтённые жизни» и «Селена с поварами». С 2021 года начала играть главную роль в сериале «Убийства в одном здании», за что была номинирована на «Золотой глобус» и «Эмми». Среди других её наград — American Music Awards, Billboard Music Awards, приз Каннского кинофестиваля, две премии MTV Video Music Awards и 16 рекордов Гиннесса.
Гомес сотрудничает с благотворительными организациями. Она выступает в защиту психического здоровья, гендерного, расового и ЛГБТ равенства. С 2009 года является послом доброй воли ЮНИСЕФ. В 2020 году основала косметическую компанию Rare Beauty и некоммерческий фонд психологической помощи Rare Impact Fund. Гомес фигурировала в таких списках, как Time 100 и Forbes 30 Under 30. В 2017 году была признана женщиной года по версии журнала Billboard. В 2024 году стала членом ордена Искусств и литературы правительством Франции. Является одной из самых богатых музыкантов и самой популярной женщиной в Instagram.

## Биография

### 1992—2006: Ранние годы и первые роли
Селена Мари Гомес родилась 22 июля 1992 года в техасском городе Гранд-Прери в семье Рикардо Джоэла Гомеса и бывшей театральной актрисы техасского происхождения Мэнди Тифи. Она получила имя в честь певицы техано Селены Кинтанильи, которая умерла в 1995 году. Её отец имеет мексиканские корни, а мать — итальянские. Бабушка и дедушка Гомес по отцовской линии эмигрировали в Техас из Монтеррея в 1970-х годах. Гомес считает себя «гордой американо-мексиканкой в третьем поколении». «В моей семье есть кинсеаньеры. Мы ходим в общинную церковь и делаем всё, что положено католикам. У нас нет ничего традиционного, кроме как ходить в парк и устраивать барбекю по воскресеньям после церкви», — говорила она. Уровень владение испанским у Гомес снизился после семи лет, когда она начала работать на телевидении. Её родители развелись, когда ей было пять лет, и она осталась с матерью. У Гомес есть две младшие сводные сестры и младший брат: Грейси Эллиот Тифи, от Мэнди и её второго мужа Брайана Тифи и Виктория «Тори» и Маркус Гомес, от Рикардо и его второй жены Сары. В мае 2010 года она получила диплом об окончании средней школы, обучаясь на дому.
Гомес родилась, когда ее матери было 16 лет. В детстве Гомес у семьи были финансовые трудности. Мать с трудом могла прокормить пару. Гомес вспоминала, что им с сестрой часто приходилось искать потерявшиеся в машине монетки, чтобы мать могла заправить машину. Они часто ходили в местный магазин, чтобы купить спагетти на ужин. «Я была расстроена. Мои родители не были вместе. Я никогда не видела света в конце туннеля, где моя мама усердно работала, чтобы обеспечить мне лучшую жизнь. Я в ужасе от того, кем бы я стала, если бы осталась в Техасе», — говорила Гомес. Позже она дополнила: «Моя мать была очень сильной рядом со мной. Родить меня в 16 лет, должно быть, было огромной ответственностью. Она бросила всё ради меня, работала на трёх работах, поддерживала меня, пожертвовала своей жизнью ради меня». В детстве у Гомес были близкие отношения с бабушкой и дедушкой. Она участвовала в различных конкурсах красоты. Бабушка и дедушка часто заботились о ней. По словам Гомес, они растили её, пока она не добилась успеха в шоу-бизнесе.
Гомес впервые заинтересовалась стать актрисой, наблюдая, как её мать готовится к выступлению на сцене. В 2002 году Гомес начала свою карьеру в детском сериале «Барни и друзья». Шоу стало её первой актёрской работой. «Я была очень застенчивой, когда была маленькой. Я не знала, что означает „правильная съёмка“. Я всему научилась у „Барни“», — вспоминала Гомес. Гомес сыграла в тринадцати эпизодах шоу с 2002 по 2004 год. Продюсеры уволили её, так как она была «слишком стара» для шоу. Во время работы над «Барни и друзьями» Гомес сыграла эпизодические роли в фильме «Дети шпионов 3: Игра окончена» и телевизионном фильме «Крутой Уокер: Испытание огнем». В 2006 году она снялась в качестве приглашенной звезды в ситкоме телеканала Disney Channel «Всё тип-топ, или Жизнь Зака и Коди».

### 2007—2011: Прорыв
В 2007 году Селена исполнила эпизодическую роль поп-певицы Макейлы в телесериале «Ханна Монтана». В тот же период времени она снималась в пилотных эпизодах потенциальных новых проектов Disney Channel: «Арвин!» (спин-офф «Всё тип-топ, или Жизнь Зака и Коди») и «Стиви Санчез» (спин-офф «Лиззи Магуайер»), однако оба сериала так и не вышли в свет. Позднее она прошла прослушивание в сериал «Волшебники из Вэйверли Плэйс» и получила роль Алекс Руссо. После этого она вместе с матерью переехала в Лос-Анджелес, и вместе с ней также переехала Ловато со своей семьёй. «Волшебники из Вэйверли Плэйс» стал одним из популярнейших проектов «Диснея», и сделали Гомес кумиром детей и подростков. Специально для сериала она записала композицию «Everything is Not What It Seems». Также снялась в видеоклипе Jonas Brothers «Burnin’ Up».
Во время съёмок 2 сезона «Волшебников из Вэйверли Плэйс» Гомес становилась ведущей специального эпизода шоу «Studio DC: Почти в прямом эфире». Она исполнила кавер на композицию «Cruella de Vil» специально для сборника хитов Disneymania 6, а затем выпустила оригинальный саундтрек «Fly to Your Heart» для мультфильма «Феи». Селена получила главную роль в фильме «Ещё одна история о Золушке», сиквеле картины «История Золушки» с Хилари Дафф и Чадом Майклом Мюррей; картина стала второй по счёту в перезапуске франшизы о Золушке под управлением Warner Bros. Для фильма исполнительница записала три композиции, одна из которых, «Tell Me Something I Don’t Know», стала её дебютным синглом. Позднее озвучила Хельгу для мультфильма «Хортон».
В 16 лет Селена подписала контракт с Hollywood Records, который ранее заключил сделку с Ловато и Майли Сайрус. Позднее было заявлено о создании экранизации романа «13 причин почему» с Гомес в главной роли, однако проект был отложен в «долгий ящик» и получил продолжение лишь в 2017 году, а певица выступила его исполнительным продюсером. В 2008 году она также открыла свою продюсерскую компанию July Moon Productions, которая позволяла ей создавать собственные кинопроекты. Первым фильмом, выпущенным под эгидой компании, стал «Чего хотят мальчики», где героиня Селены могла слышать мысли мужчин.

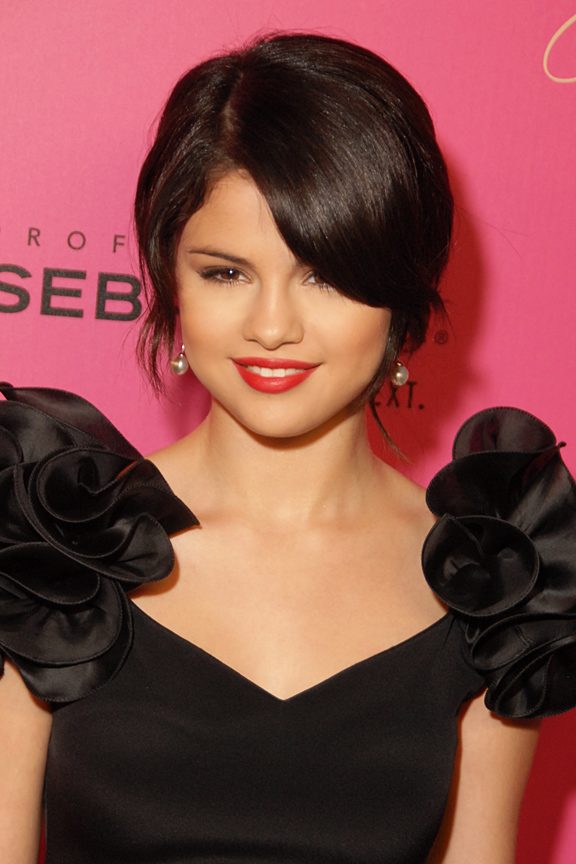
Гомес на церемонии вручения премии Hollywood Style Awards, 2009 год

Гомес продолжила исполнять роль Алекс Руссо не только в оригинальном сериале, но и в сериях-кроссоверах с другими популярными проектами «Диснея». Она также сыграла саму себя в одном из эпизодов «Дайте Санни шанс». Принимала участие в записи ремикса «Whoa Oh! (Me vs. Everyone)» группы Forever the Sickest Kids. В июне 2009 года состоялась премьера фильма «Программа защиты принцесс», где главные роли исполнили Гомес и Ловато. Для фильма девушки записали промо-сингл «One and the Same». Позднее озвучила принцессу Селению для фильма «Артур и месть Урдалака». 28 августа состоялась премьера картины «Волшебники из Вэйверли Плэйс в кино», которая в момент премьеры собрала у экранов свыше 11,4 миллионов зрителей, что стало вторым лучшим результатом за год после мюзикла «Классный мюзикл: Каникулы».
В надежде достичь большего успеха на музыкальной сцене, в 2009 году Гомес формирует поп-рок группу Selena Gomez & the Scene. Название группы представляет собой ироничную отсылку к людям, которые называли Селену «подражательницей детям сцены». В октябре коллектив выпускает свой дебютный студийный альбом, который дебютирует на 9 строчке в Billboard 200 и получает смешанные отзывы от музыкальных критиков, в том числе раскритиковывается вокал Гомес. Лид-сингл «Falling Down» не получил коммерческого успеха, но второй сингл, «Naturally», стал хитом. Благодаря обширной промо-кампании со стороны «Диснея» и большому количеству выступлений, «Naturally» значительно вырос в продажах.
23 июля 2010 года состоялась премьера фильма «Рамона и Бизус», где главные роли исполнили Селена и Джоуи Кинг. 21 сентября Selena Gomez & the Scene выпустили второй студийный альбом, который дебютировал на 4 месте в альбомном чарте, и также получил смешанные отзывы; многие критики отметили большое количество автотюна. Оба сингла, «Round & Round» и «A Year Without Rain», достигли умеренного успеха в США. Гомес также запустила свою собственную линию одежды «Dream Out Loud».

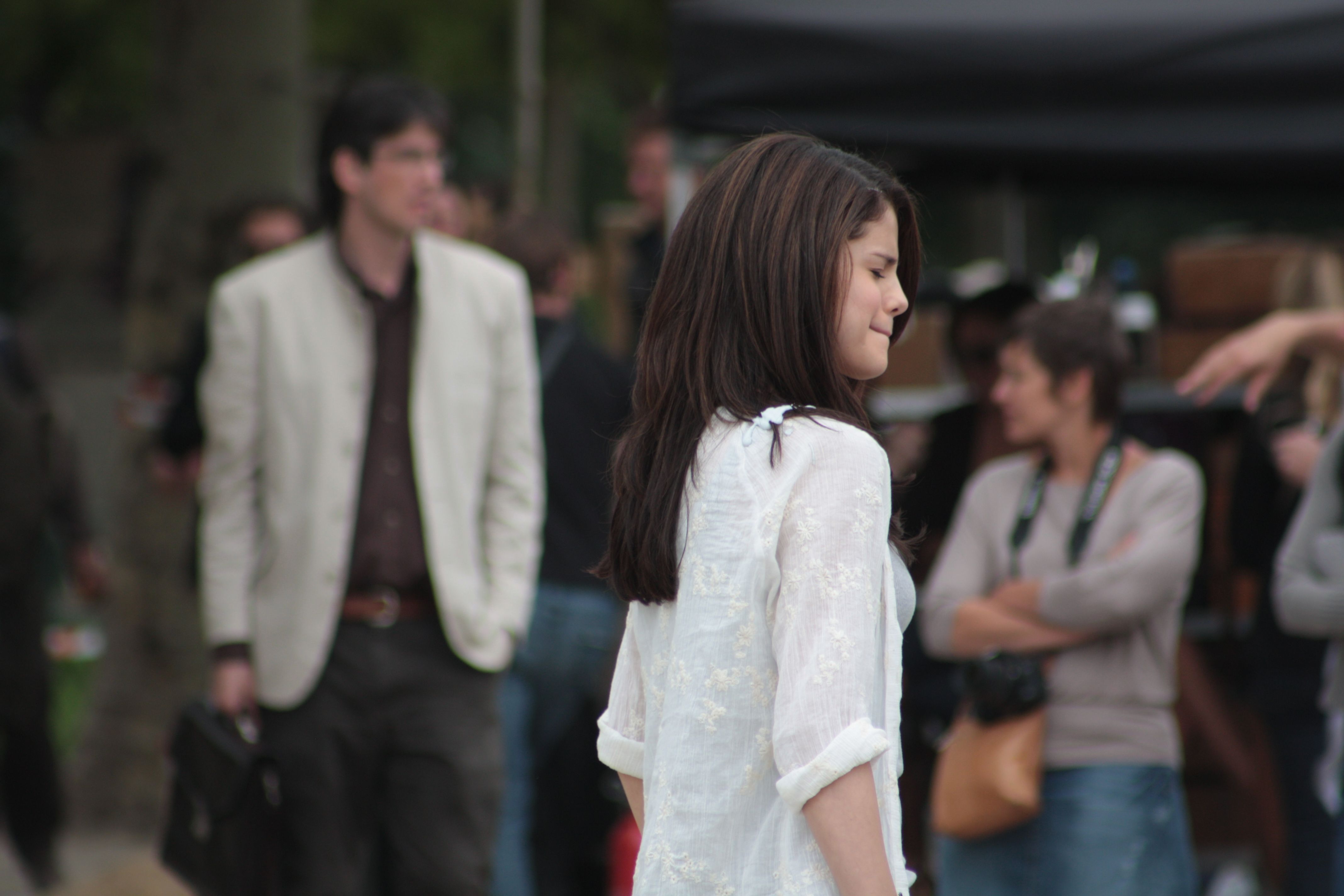
Гомес во время съёмок фильма «Монте-Карло», июнь 2010 года

В 2011 году Селена исполнила одну из главных ролей в фильме «Монте-Карло»; певица училась игре в поло и также занималась с логопедом, чтобы говорить на двух британских акцентах. Позднее исполнила эпизодическую роль в фильме «Маппеты» и телесериалах «Как попало!» и «Звёздные шалости». В том же году группа выпустила свой третий и последний студийный альбом, который вновь получил смешанные отзывы критиков. Из трёх синглов наибольшего успеха достиг «Love You Like a Love Song», который стал международным хитом. 6 ноября Гомес провела церемонию MTV EMA в Белфасте.

### 2012—2014:Stars Danceи фильмы
В январе 2012 года Селена объявила о перерыве в музыкальной карьере, и в следующем месяце стало известно, что Selena Gomez & the Scene также уходят в безвременный перерыв. Также в начале года состоялась премьера финального эпизода «Волшебников из Вэйверли Плэйс». В мае певица выпустила свой первый парфюмерный аромат. Она также была выбрана на озвучку героини Мэвис в мультфильме «Монстры на каникулах», заменив Майли Сайрус. В том же году стартовали съёмки фильма «Отвязные каникулы», где Гомес сыграла одну из главных ролей; по слухам, в процессе съёмок у неё произошёл «небольшой срыв». Затем начались съёмки фильма «Погнали!», который оказался коммерческим провалом, и Селена получила номинацию «Худшая актриса» на антипремии «Золотая малина».

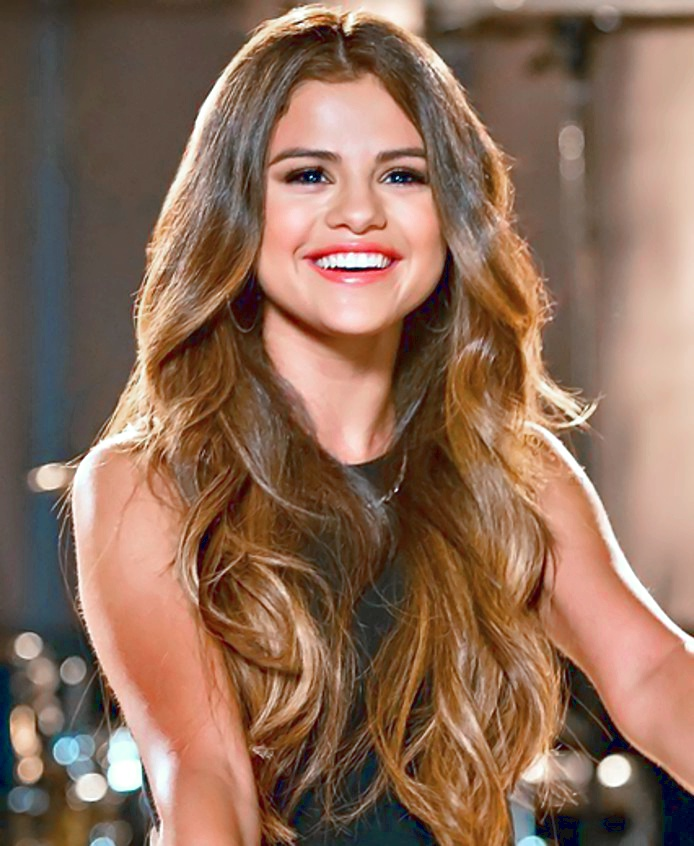
Гомес во время саундчека от Walmart, 2013 год

Несмотря на ранние заявления о том, что певица берёт перерыв в музыке, уже в октябре Гомес подтвердила, что работает над новым материалом, причём вне своей группы. 7 апреля 2013 года был выпущен сингл «Come & Get It», который на момент выхода стал самым популярным и успешным в карьере Селены, достигнув верхней десятки Billboard Hot 100. Второй сингл, «Slow Down», достиг топ-30. Дебютный сольный альбом Stars Dance был выпущен 23 июля, и дебютировал с вершины Billboard 200, став первым № 1 в карьере певицы. Релиз получил смешанные отзывы критиков, было отмечено, что Гомес не может найти своё музыкальное звучание, и что вокальные данные по-прежнему «не помогают» это восполнить. Вдохновившись Джанет Джексон и Бритни Спирс, исполнительница привнесла в видеоклипы и выступления элементы хореографии. 14 августа в Ванкувере стартовал первый мировой гастрольный тур, который должен был продолжиться в 2014 году, однако в декабре австралийская и азиатская ветки были отменены.
В августе 2014 года состоялась премьера фильма «Плохое поведение», где Селена исполнила одну из главных ролей; картина оказалась кассовым провалом, а также получила разгромные отзывы кинокритиков. Позднее она появилась в фильме «Неуправляемый», который получил смешанные отзывы. Ранее появились слухи о том, что Гомес уволила свою маму и отчима с должности её менеджеров, а также то, что контракт с Hollywood Records подходит к концу, и певица ищет новый лейбл. 6 ноября был выпущен сингл «The Heart Wants What It Wants», который также достиг первой десятки «горячей сотни», а 24 ноября был выпущен сборник хитов For You, который стал последним релизом Гомес под управлением Hollywood. В декабре она подписывает контракт с Interscope Records.

### 2015—2016:Revival

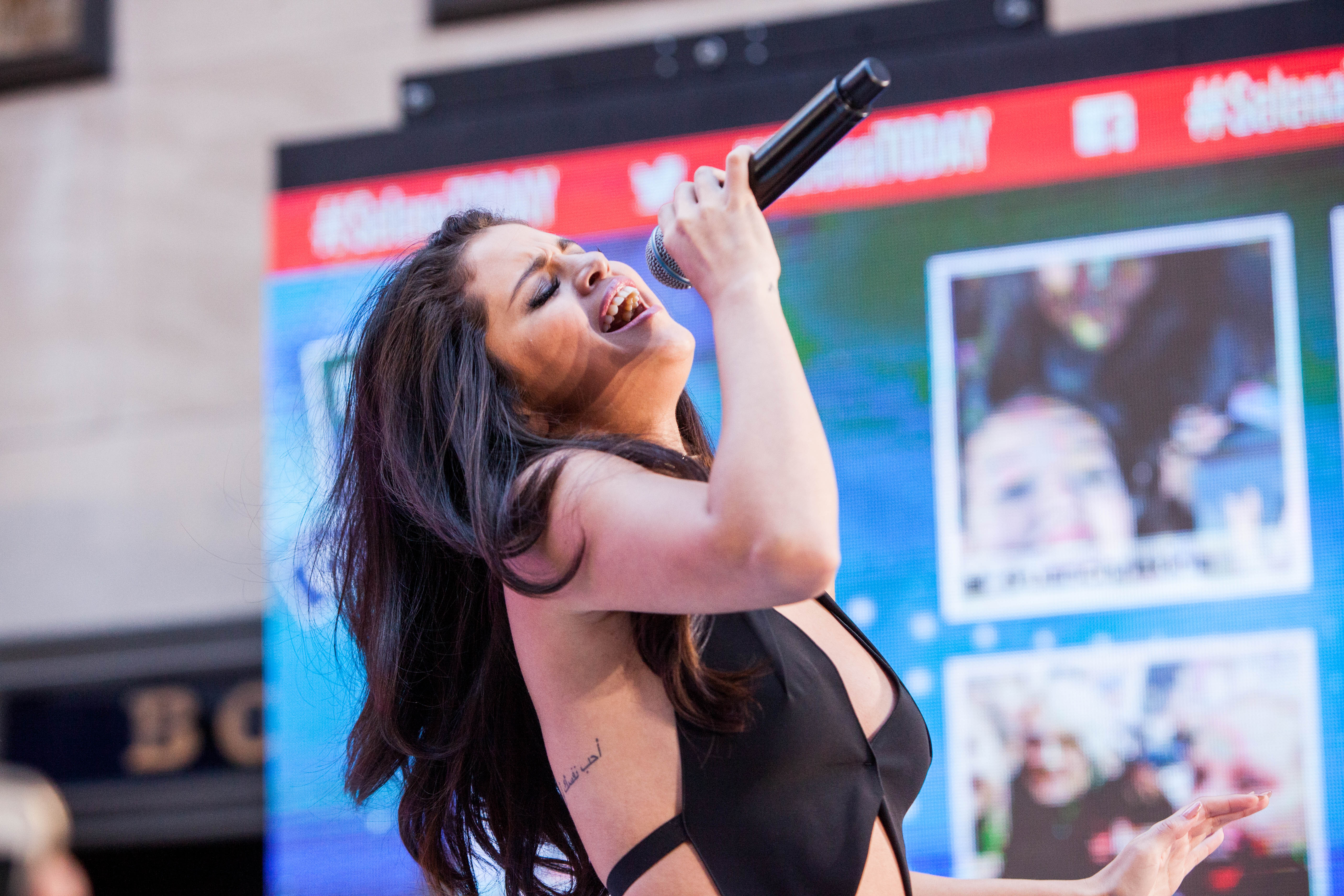
Гомес на Today Show, 2015 год

23 февраля 2015 года Зедд выпустил сингл «I Want You to Know», записанный при участии Селены, для своего второго студийного альбома True Colors. 15 июня стало известно, что певица стала лицом Pantene. 22 июня был выпущен сингл «Good for You», записанный при участии ASAP Rocky. Он стал первым в карьере Селены, достигшим топ-5 «горячей сотни», а также первым синглом № 1 в Mainstream Top 40. 10 сентября в качестве второго сингла была выпущена композиция «Same Old Love», которая также достигла вершины Mainstream Top 40. Второй студийный альбом Revival был выпущен 9 октября и получил позитивные отзывы критиков, которые отметили звучание и лирическое содержание композиций. Revival дебютировал с вершины Billboard 200.
26 января 2016 года «Hands to Myself» была выпущена в качестве третьего сингла, и также стала № 1 в Mainstream Top 40. 6 мая стартовал гастрольный тур Revival Tour, последний концерт которого состоялся 14 августа; певица не смогла его завершить по состоянию здоровья. Также весь год Гомес посвятила кино — с её участием вышло сразу несколько картин, в числе которых «Основные принципы добра», «Соседи. На тропе войны 2» и «И проиграли бой». Сингл Чарли Пута «We Don’t Talk Anymore», записанный при участии Гомес, имел успех как в США, так и во всём мире, став одним из самых продаваемых в год своего выхода. 30 сентября Cashmere Cat выпустил сингл «Trust Nobody», записанный при участии Селены и Tory Lanez.

### 2017—2019: Отдельные синглы и «13 причин почему»
4 февраля 2017 года Селена опубликовала отрывок новой песни в историях Инстаграма. Пять дней спустя норвежский диджей Кайго также опубликовал сниппет своей предстоящей коллаборации с Гомес. 16 февраля состоялся релиз сингла «It Ain’t Me», который достиг топ-10 «горячей сотни» США и впоследствии стал одним из самых популярных релизов года; в сентябре 2020 года количество прослушиваний на Spotify достигло отметки в 1 миллиард.
31 марта на Netflix состоялась премьера первого сезона сериала «13 причин почему», где Селена выступила исполнительным продюсером. Помимо работы над сериалом, Гомес также работала над новой музыкой с The Futuristics, Джонасом Джебергом, Райаном Теддером, Джулией Майклз, Джастином Трантером и Джейкобом Кэшером. 18 мая был выпущен сингл «Bad Liar» вместе с видеоклипом. 13 июля был выпущен сингл «Fetish». В августе Селена получила роль в романтической комедии Вуди Аллена «Дождливый день в Нью-Йорке». Свой гонорар от фильма она пожертвовала для движения «Time’s Up». 25 октября Marshmello выпустил песню «Wolves», записанную при участии Гомес.
10 мая 2018 года Селена выпустила песню «Back To You» в качестве саундтрека ко второму сезону «13 причин почему». В июле состоялась премьера мультфильма «Монстры на каникулах 3: Море зовёт», где она вновь озвучила Мэвис. 13 июля было объявлено о задержании в Нью-Джерси женщины, которая взломала электронную почту Гомес и публиковала в интернете личную информацию исполнительницы. В сентябре DJ Snake выпустил сингл «Taki Taki», записанный при участии Селены, Карди Би и Осуны.
24 января 2019 года Джулия Майклз выпустила сингл «Anxiety», записанный при участии Селены для четвёртого мини-альбома Inner Monologue Part 1; в ноябре было выпущено видео с единственным живым исполнением композиции во время концертного тура Майклз. 28 февраля был выпущен англо-испанский сингл «I Can’t Get Enough» Бенни Бланко, в котором участвовали Гомес, Tainy и Джей Бальвин. 14 мая на Каннском кинофестивале состоялась премьера комедийного хоррора «Мёртвые не умирают», где Селена исполнила эпизодическую роль. 2 октября на Netflix состоялась премьера документального фильма «Неучтённые жизни», где Гомес выступила исполнительным продюсером. 23 октября состоялся релиз сингла «Lose You to Love Me» в поддержку нового студийного альбома, который стал первым в карьере Селены, возглавившим Billboard Hot 100. 24 октября был выпущен второй сингл «Look at Her Now».

### 2020—2023:RareиRevelación
10 января 2020 года состоялся релиз третьего студийного альбома Rare. В тот же день был выпущен видеоклип на третий и последний сингл «Rare». Пластинка дебютировала с вершины Billboard 200, став третьим альбомом Гомес, достигшим данного результата. 11 января исполнительница посетила премьеру фильма «Удивительное путешествие доктора Дулиттла», в котором главную роль исполнил Роберт Дауни-младший, а Гомес озвучила жирафа Бетси. 9 апреля было выпущено расширенное издание альбома с тремя новыми песнями, включая «Boyfriend», на которую был выпущен видеоклип. 26 июня состоялась премьера ремикса «Past Life» Тревора Дэниела при участии Селены.
13 августа на сервисе HBO Max состоялась премьера кулинарного шоу «Селена + Шеф», где Гомес общалась с поварами со всего мира посредством видеосвязи из-за пандемии новой коронавирусной инфекции и готовила различные блюда. Шоу было продлено на второй сезон, премьера которого состоялась 19 ноября. 28 августа южнокорейская гёрл-группа Blackpink выпустила цифровой сингл «Ice Cream» при участии Гомес в поддержку их первого студийного альбома The Album. Селена сыграла одну из главных ролей в комедийном сериале «Убийства в одном здании». В ноябре было подтверждено, что Гомес исполнит роль Сильвии Васкес-Лавадо — первой лесбиянки, покорившей Семь вершин, в биографическом фильме «В тени горы».
В январе 2021 года, Гомес представила сингл «De una vez», который стал первым в её карьере, написанный полностью на испанском языке. 29 января вышел второй сингл «Baila Conmigo» в сотрудничестве с пуэрто-риканским певцом Rauw Alejandro, а в марте того же года, певица объявила о выпуске своего дебютного испаноязычного мини-альбома Revelación, выход которого состоялся 12 марта 2021 года. За неделю до выхода мини-альбома, был выпущен третий и последний сингл из альбома под названием «Selfish Love» в сотрудничестве с французским диджеем DJ Snake, данный трек удостоен платинового статуса во Франции.

### С 2024 года: «Эмилия Перес» иI Said I Love You First
В 2022 году Гомес сообщила, что её следующий альбом пишется и упомянула о возможном туре. Она объяснила, что пластинка будет очень мощной и попсовой и будет посвящена теме свободы от отношений и тьмы. В январе 2024 года Гомес рассказала, что актёрство для неё важнее музыки. Также она призналась, что никогда не собиралась быть певицей на постоянной основе, но «это хобби» переросло в карьеру, когда она работала с Disney. В феврале Гомес выпустила одиночный сингл «Love On».
Гомес сыграла Джесси Дель Монте, жену главного героя, в испаноязычной музыкальной криминальной комедии Жака Одиара «Эмилия Перес». Готовясь к роли, Гомес брала уроки испанского языка и исполнила две песни для саундтрека к фильму. Премьера картины состоялась 18 мая на 77-м Каннском кинофестивале. Фильм получил приз жюри и одну из самых продолжительных оваций в истории фестиваля. Критики хвалили игру Гомес. Её номинировали на 82-ю премию «Золотой глобус» в категории «Лучшая женская роль второго плана — кинофильм». Она вместе с актрисами получила приз Каннского кинофестиваля за лучшую женскую роль и была удостоена звания кавалера ордена Искусств и литературы от правительства Франции. Лента вышла в прокат во Франции 21 августа. В некоторых кинотеатрах США и Канады вышла 1 ноября, а на Netflix — 13 ноября. Гомес спродюсировала и снялась в документалке «Громче: Саундтрек перемен», вышедшей 17 октября на Max. Она снялась в качестве приглашённой звезды и вернулась к роли Алекс Руссо в пилоте «Волшебников за пределами Вэйверли Плэйс», спин-оффа и сиквела «Волшебников из Вэйверли Плэйс». Также она выступила исполнительным продюсером сериала. Премьера состоялась на канале Disney Channel и платформе Disney+ 29 октября 2024 года. Её игра, комедийные навыки и динамика её героини и героя Дэвида Генри вызвали благоприятные отзывы критиков.
Гомес и Бенни Бланко выпустят совместный альбом I Said I Love You First 21 марта 2025 года. Промо-сингл «Scared of Loving You» вышел 13 февраля 2025 года. 21 февраля вышел сингл «Call Me When You Break Up» с участием Грэйси Абрамс.

## Артистизм

### Музыкальный стиль
Гомес характеризуется как поп-исполнительница. В её творчестве прослеживается влияние данс-попа, EDM, электроник-рока, поп-рока, синти-попа, электропопа, диско, дабстепа, электронной музыки, техно и дэнсхолла.

### Влияние
В качестве своих вдохновителей Гомес называла Бруно Марса, Тейлор Свифт, Кристину Агилеру, Бритни Спирс, Джанет Джексон, Рианну и Бейонсе.

### Голос
Вокальный диапазон Гомес характеризуется как лирическое меццо-сопрано в 2-3 октавы и 1 полутон; положительно отмечается узнаваемость её голоса и умение брать низкие ноты, однако критикуется недостаток вибрато и неумение достаточно управлять голосом для хорошего исполнения. В целом же вокальный диапазон Селены называют слабым и маленьким, но по-своему приятным.
В ноябре 2019 года критике со стороны общественности и СМИ подверглось выступление Селены на American Music Awards — исполнительница переволновалась и едва попадала в ноты; вскоре выяснилось, что перед выходом на сцену у неё случилась паническая атака.

## Личная жизнь

### Место жительства
У Селены есть дом в Энсино, Калифорния.

### Религиозные убеждения
Гомес была воспитана в католической семье. В 13 лет решила носить «кольцо непорочности», означающее обещание хранить девственность до замужества перед собой, семьёй и Богом, однако в 2010 году она перестала его носить. В 2017 году заявила, что ей не нравится термин «религия», и что она не знает, необходимо ли быть религиозной, когда веришь во взаимоотношения с Богом и со своей верой. Выступала на концерте австралийской группы Hillsong Young & Free в Лос-Анджелесе. В настоящее время (на 2021 год) посещает церковь Хиллсонг.

### Отношения
В 2008 году Гомес начала встречаться с певцом Ником Джонасом. Она снялась в клипе на песню группы Jonas Brothers «Burnin' Up». С декабря 2010 по март 2018 года Гомес периодически встречалась с канадским певцом Джастином Бибером. Во время их расставаний она недолго встречалась с российско-немецким диск-жокеем Zedd и канадским певцом и автором песен The Weeknd.
По состоянию на июнь 2023 года Гомес состоит в отношениях с музыкальным продюсером Бенни Бланко. После многочисленных слухов 11 декабря 2024 года Гомес объявила о помолвке. Певица сообщила прессе, что свадебная церемония состоится в 2025, будет скромной по масштабам и пройдёт в окружении родственников.

### Здоровье
В январе 2014 года Гомес легла в реабилитационный центр в Уикенберге, чтобы пройти курс химиотерапии после диагностированной системной красной волчанки. Оба гастрольных тура, Stars Dance Tour (2013) и Revival Tour (2016), были прерваны по причине обострения болезни. В октябре 2016 года она вновь отправилась в реабилитационный центр. В июне 2017 года перенесла операцию по трансплантации почки, донором стала её подруга Франсия Райса. Во время операции случился разрыв артерии, и врачам пришлось делать новую, используя вену из ноги.
Селена страдает от тревожного расстройства и депрессии. В апреле 2020 года она объявила, что ей диагностировали биполярное расстройство.

## Фильмография
| Год       |     | Русское название                            | Оригинальное название                 | Роль                                  |
| --------- | --- | ------------------------------------------- | ------------------------------------- | ------------------------------------- |
| 2002      | с   | Барни и друзья                              | Barney & Friends                      | Джианна                               |
| 2003      | ф   | Дети шпионов 3: Игра окончена               | Spy Kids 3-D: Game Over               | девочка в аквапарке                   |
| 2005—2008 | с   | Всё тип-топ, или Жизнь Зака и Коди          | Suite Life of Zack and Cody, The      | Гвен                                  |
| 2005      | тф  | Уокер, техасский рейнджер: Испытанием огнём | Walker, Texas Ranger: Trial by Fire   | Джули                                 |
| 2007—2008 | с   | Ханна Монтана                               | Hannah Montana                        | Микейла Скич                          |
| 2007      | с   | Арвин!                                      | Arwin!                                | Алекса                                |
| 2007—2012 | с   | Волшебники из Вэйверли Плэйс                | Wizards of Waverly Place              | Алекс Руссо                           |
| 2007      | тф  | А что думает Стиви?                         | What’s Stevie Thinking?               | Стиви Санчес                          |
| 2008      | мф  | Хортон                                      | Horton Hears a Who!                   | Хельга                                |
| 2008      | ф   | Ещё одна история о Золушке                  | Another Cinderella Story              | Мэри Сантьяго                         |
| 2008—2010 | с   | Всё тип-топ, или Жизнь на борту             | The Suite Life on Deck                | Алекс Руссо                           |
| 2009      | ф   | Барни: Обратный отсчёт                      | Barney: Top 20 Countdown              | Джианна                               |
| 2009      | тф  | Программа защиты принцесс                   | Princess Protection Program           | Картер                                |
| 2009      | тф  | Волшебники из Вэйверли Плэйс в кино         | Wizards of Waverly Place: The Movie   | Алекс Руссо                           |
| 2009      | мф  | Артур и месть Урдалака                      | Arthur et la Vengeance de Maltazard   | Селения                               |
| 2010      | ф   | Рамона и Бизус                              | Ramona and Beezus                     | Бизус Куимби                          |
| 2010      | мф  | Артур и война двух миров                    | Arthur et la guerre des deux mondes   | Селения                               |
| 2011      | ф   | Монте-Карло                                 | Monte Carlo                           | Грейс Беннет / Корделия Уинтроп-Скотт |
| 2011      | с   | Звёздные шалости                            | PrankStars                            | Себя                                  |
| 2012      | мф  | Монстры на каникулах                        | Hotel Transylvania                    | Мэвис                                 |
| 2012      | ф   | Афтершок                                    | Aftershock                            | Лиза                                  |
| 2012      | ф   | Отвязные каникулы                           | Spring Breakers                       | Фейт                                  |
| 2013      | ф   | Погнали!                                    | The Getaway                           | Малышка                               |
| 2013      | тф  | Возвращение волшебников: Алекс против Алекс | The Wizards Return: Alex vs. Alex     | Алекс Руссо                           |
| 2014      | ф   | Плохое поведение                            | Behaving Badly                        | Нина Пеннингтон                       |
| 2014      | ф   | Неуправляемый                               | Rudderless                            | Кейт Энн Лукас                        |
| 2015      | ф   | Объединение                                 | Unity                                 | камео                                 |
| 2015      | мф  | Монстры на каникулах 2                      | Hotel Transylvania 2                  | Мэвис                                 |
| 2015      | ф   | Основные принципы добра                     | The Fundamentals of Caring            | Дот                                   |
| 2016      | ф   | И проиграли бой                             | In Dubious Battle                     | Лиза                                  |
| 2016      | ф   | Игра на понижение                           | The Big Short                         | камео                                 |
| 2016      | ф   | Соседи. На тропе войны 2                    | Neighbors 2: Sorority Rising          | Мэдисон                               |
| 2018      | мф  | Монстры на каникулах 3: Море зовёт          | Hotel Transylvania 3: Summer Vacation | Мэвис                                 |
| 2018      | ф   | Дождливый день в Нью-Йорке                  | A Rainy Day in New York               | Чан Тайрелл                           |
| 2019      | ф   | Мёртвые не умирают                          | The Dead Don’t Die                    | Зоя                                   |
| 2021      | с   | Убийства в одном здании                     | Only Murders in the Building          | Мэйбл                                 |
| 2022      | мф  | Монстры на каникулах 4                      | Hotel Transylvania: Transformania     | Мэвис                                 |
| 2022      | док | Селена Гомес: Я и мой мир                   | Selena Gomez: My Mind & Me            | Селена                                |

### Продюсер
| Год            | Название                                    | Оригинальное название             | Примечание              |
| -------------- | ------------------------------------------- | --------------------------------- | ----------------------- |
| 2013           | Возвращение волшебников: Алекс против Алекс | The Wizards Return: Alex vs. Alex | Исполнительный продюсер |
| 2017—2020      | 13 причин почему (3 сезона)                 | 13 Reasons Why                    | Исполнительный продюсер |
| 2019           | Жизнь без документов                        | Living Undocumented               | Исполнительный продюсер |
| 2020—настоящее | Селена + Шеф                                | Selena + Chef                     | Исполнительный продюсер |
| 2021—настоящее | Убийства в одном здании                     | Only Murders in the Building      | Исполнительный продюсер |
| 2022           | Монстры на каникулах 4: Трансформания       | Hotel Transylvania: Transformania | Исполнительный продюсер |

## Дискография
- Stars Dance (2013)
- Revival (2015)
- Rare (2020)

## Концерты и туры

### В составе Selena Gomez & the Scene
- Selena Gomez & the Scene: Live in Concert (2009-10)
- A Year Without Rain Tour (2010-11)
- We Own the Night Tour (2011-12)

### Сольные туры
- Stars Dance Tour (2013)
- Revival World Tour (2016)

## Награды и номинации
| Награды и номинации                            | Награды и номинации | Награды и номинации                                                                               | Награды и номинации                                      | Награды и номинации |
| Награда                                        | Год                 | Категория                                                                                         | Фильм                                                    | Итог                |
| ---------------------------------------------- | ------------------- | ------------------------------------------------------------------------------------------------- | -------------------------------------------------------- | ------------------- |
| ALMA                                           | 2008                | Лучшая актриса комедийного телесериала                                                            | Волшебники из Вэйверли Плэйс                             | Номинация           |
| ALMA                                           | 2009                | Телевизионная актриса — комедия                                                                   | Волшебники из Вэйверли Плэйс                             | Награда             |
| ALMA                                           | 2011                | Любимая телеактриса — главная роль в комедии                                                      | Волшебники из Вэйверли Плэйс                             | Номинация           |
| ALMA                                           | 2011                | Любимая киноактриса — комедия / мюзикл                                                            | Монте-Карло                                              | Номинация           |
| ALMA                                           | 2011                | Любимая актриса мюзиклов                                                                          | Селена Гомес                                             | Номинация           |
| American Music Awards                          | 2016                | Artist of the Year                                                                                | Селена Гомес                                             | Номинация           |
| American Music Awards                          | 2016                | Favorite Pop/Rock Female Artist                                                                   | Селена Гомес                                             | Награда             |
| Billboard Music Awards                         | 2015                | Top Social Artist                                                                                 | Селена Гомес                                             | Номинация           |
| Billboard Music Awards                         | 2016                | Top Female Artist                                                                                 | Селена Гомес                                             | Номинация           |
| Billboard Music Awards                         | 2016                | Top Social Media Artist                                                                           | Селена Гомес                                             | Номинация           |
| Billboard Music Awards                         | 2017                | Top Social Artist                                                                                 | Селена Гомес                                             | Номинация           |
| Billboard Music Awards                         | 2018                | Top Dance/Electronic Song                                                                         | «It Ain’t Me» (with Kygo)                                | Номинация           |
| Billboard Music Awards                         | 2019                | Top Latin Song                                                                                    | «Taki Taki» (DJ Snake ft. Selena Gomez, Ozuna & Cardi B) | Номинация           |
| Billboard Music Awards                         | 2019                | Top Dance/Electronic Song                                                                         | «Taki Taki» (DJ Snake ft. Selena Gomez, Ozuna & Cardi B) | Номинация           |
| Billboard Women in Music                       | 2015                | Chart-Topper                                                                                      | Селена Гомес                                             | Награда             |
| Billboard Women in Music                       | 2017                | Woman of the Year                                                                                 | Селена Гомес                                             | Награда             |
| BET Awards                                     | 2010                | YoungStars Award                                                                                  |                                                          | Номинация           |
| Burbank International Children's Film Festival | 2009                | Лучшая роль актрисы-подростка                                                                     | Волшебники из Вэйверли Плэйс                             | Награда             |
| Gracie Allen Awards                            | 2010                | Лучшая женская главная роль — комедийный телесериал                                               | Волшебники из Вэйверли Плэйс                             | Награда             |
| Image Award                                    | 2009                | Лучшая актриса молодёжной/детской программы                                                       | Волшебники из Вэйверли Плэйс                             | Номинация           |
| Image Award                                    | 2010                | Лучшая актриса молодёжной/детской программы                                                       | Волшебники из Вэйверли Плэйс                             | Номинация           |
| Image Award                                    | 2011                | Лучшая актриса молодёжной/детской программы                                                       | Волшебники из Вэйверли Плэйс                             | Номинация           |
| Imagen Foundation Awards                       | 2008                | Лучшая актриса — Телевидение                                                                      | Волшебники из Вэйверли Плэйс                             | Номинация           |
| Imagen Foundation Awards                       | 2009                | Лучшая актриса — Телевидение                                                                      | Волшебники из Вэйверли Плэйс                             | Номинация           |
| Imagen Foundation Awards                       | 2010                | Лучшая актриса — Телевидение                                                                      | Волшебники из Вэйверли Плэйс в кино                      | Номинация           |
| Imagen Foundation Awards                       | 2011                | Лучшая юная актриса — Телевидение                                                                 | Волшебники из Вэйверли Плэйс в кино                      | Награда             |
| Imagen Foundation Awards                       | 2012                | Лучшая юная актриса — Телевидение                                                                 | Волшебники из Вэйверли Плэйс в кино                      | Номинация           |
| Kids’ Choice Awards (Австралия)                | 2009                | Любимая телезвезда                                                                                | Волшебники из Вэйверли Плэйс                             | Награда             |
| Kids’ Choice Awards (Австралия)                | 2010                | Любимая телезвезда                                                                                | Волшебники из Вэйверли Плэйс                             | Награда             |
| Kids’ Choice Awards (Австралия)                | 2011                | Любимая телезвезда                                                                                | Волшебники из Вэйверли Плэйс                             | Награда             |
| Kids’ Choice Awards                            | 2009                | Любимая телеактриса                                                                               | Волшебники из Вэйверли Плэйс                             | Награда             |
| Kids’ Choice Awards                            | 2010                | Любимая телеактриса                                                                               | Волшебники из Вэйверли Плэйс                             | Награда             |
| Kids’ Choice Awards                            | 2011                | Любимая телеактриса                                                                               | Волшебники из Вэйверли Плэйс                             | Награда             |
| Kids’ Choice Awards                            | 2011                | Любимая певица                                                                                    |                                                          | Номинация           |
| Kids’ Choice Awards                            | 2012                | Любимая телеактриса                                                                               | Волшебники из Вэйверли Плэйс                             | Награда             |
| Kids’ Choice Awards                            | 2012                | Любимая певица                                                                                    |                                                          | Награда             |
| Kids’ Choice Awards                            | 2013                | Любимая телевизионная актриса                                                                     | Волшебники из Вэйверли Плэйс                             | Награда             |
| Kids’ Choice Awards                            | 2014                | Любимая певица                                                                                    |                                                          | Награда             |
| Kids’ Choice Awards                            | 2015                | Любимая певица                                                                                    |                                                          | Награда             |
| Kids’ Choice Awards                            | 2016                | Favorite Voice From an Animated Movie                                                             | Монстры на каникулах 2                                   | Номинация           |
| Kids’ Choice Awards                            | 2016                | Favorite Female Singer                                                                            |                                                          | Номинация           |
| People’s Choice Awards                         | 2011                | Прорыв                                                                                            |                                                          | Награда             |
| People’s Choice Awards                         | 2016                | Favorite Animated Movie Voice                                                                     | Монстры на каникулах 2                                   | Награда             |
| People’s Choice Awards                         | 2016                | Favorite Female Artist                                                                            |                                                          | Номинация           |
| People’s Choice Awards                         | 2016                | Favorite Pop Artist                                                                               |                                                          | Номинация           |
| Teen Choice Awards                             | 2009                | Выбор телезвёзд лета: Актрисы                                                                     | Программа защиты принцесс                                | Награда             |
| Teen Choice Awards                             | 2009                | Выбор: Танцующая звезда                                                                           |                                                          | Награда             |
| Teen Choice Awards                             | 2009                | Выбор: Икона стиля на красной дорожке                                                             |                                                          | Награда             |
| Teen Choice Awards                             | 2010                | Выбор кинозвёзд лета: Актрисы                                                                     | Рамона и Бизус                                           | Номинация           |
| Teen Choice Awards                             | 2010                | Выбор телеактрисы: Комедия                                                                        | Волшебники из Вэйверли Плэйс                             | Награда             |
| Teen Choice Awards                             | 2010                | Выбор: Икона стиля на красной дорожке                                                             |                                                          | Награда             |
| Teen Choice Awards                             | 2010                | Выбор музыки: Прорыв (актриса)                                                                    |                                                          | Награда             |
| Teen Choice Awards                             | 2011                | Выбор кинозвёзд лета: Актриса                                                                     | Монте-Карло                                              | Номинация           |
| Teen Choice Awards                             | 2011                | Выбор телеактрисы: Комедия                                                                        | Волшебники из Вэйверли Плэйс                             | Награда             |
| Teen Choice Awards                             | 2011                | Выбор: Female Hottie                                                                              |                                                          | Награда             |
| Teen Choice Awards                             | 2012                | Выбор: Female Hottie                                                                              |                                                          | Номинация           |
| Teen Choice Awards                             | 2012                | Выбор музыки: Группа                                                                              |                                                          | Награда             |
| Teen Choice Awards                             | 2013                | Лучшая летняя певица                                                                              |                                                          | Награда             |
| Teen Choice Awards                             | 2014                | Горячая штучка                                                                                    |                                                          | Награда             |
| Teen Choice Awards                             | 2014                | Лучшая улыбка                                                                                     |                                                          | Номинация           |
| Teen Choice Awards                             | 2015                | Лучшая певица                                                                                     |                                                          | Номинация           |
| Teen Choice Awards                             | 2015                | Самая горячая девушка                                                                             |                                                          | Номинация           |
| Молодой актёр                                  | 2008                | Лучший молодой исполнительский ансамбль телесериала                                               | Волшебники из Вэйверли Плэйс                             | Номинация           |
| Молодой актёр                                  | 2009                | Лучшая актриса телефильма, сериала или программы — Юная актриса в главной роли                    | Ещё одна история о Золушке                               | Награда             |
| Молодой актёр                                  | 2009                | Лучшее исполнение в телесериале (комедия или драма) — Юная актриса в главной роли                 | Волшебники из Вэйверли Плэйс                             | Награда             |
| Молодой актёр                                  | 2009                | Лучшее озвучивание — Юная актриса                                                                 | Хортон                                                   | Номинация           |
| Молодой актёр                                  | 2010                | Лучшая актриса телефильма, сериала или программы — Юная актриса в главной или второстепенной роли | Программа защиты принцесс                                | Номинация           |
| Золотая малина                                 | 2013                | Награда за худшую женскую роль                                                                    | Погнали!                                                 | Номинация           |
| Bravo Otto                                     | 2010                | Лучшая TV звезда — Gold Otto                                                                      |                                                          | Награда             |
| Bravo Otto                                     | 2011                | Лучшая певица — Bronze Otto                                                                       |                                                          | Награда             |
| Bravo Otto                                     | 2011                | Лучшая Кинозвезда — Silver Otto                                                                   |                                                          | Награда             |
| Bravo Otto                                     | 2011                | Лучшая TV звезда — Gold Otto                                                                      |                                                          | Награда             |
| Bravo Otto                                     | 2012                | Лучшая певица — Gold Otto                                                                         |                                                          | Награда             |
| Bravo Otto                                     | 2012                | Лучшая TV звезда — Gold Otto                                                                      |                                                          | Награда             |
| Capricho Awards                                | 2013                | Best Break Up (совместно с Джастином Бибером)                                                     |                                                          | Награда             |
| Glamour Awards                                 | 2012                | Woman of the Year — Женщина года                                                                  |                                                          | Награда             |
| Glamour Awards                                 | 2016                | International Musician/Solo Artist                                                                |                                                          | Ожидается           |
| Gracie Awards                                  | 2010                | Outstanding Female Rising Star in a Comedy Series                                                 | Волшебники из Вэйверли Плэйс                             | Награда             |
| Argentina Kids' Choice Awards                  | 2011                | Любимая Международная Певица                                                                      |                                                          | Награда             |
| Unite4:Humanity                                | 2014                | Молодой филантроп                                                                                 |                                                          | Награда             |
| Radio Disney Music Awards                      | 2013                | Лучшие фанаты                                                                                     |                                                          | Номинация           |
| Radio Disney Music Awards                      | 2013                | Лучшая исполнительница                                                                            |                                                          | Награда             |
| Radio Disney Music Awards                      | 2016                | Best Female Artist                                                                                |                                                          | Награда             |
| iHeartRadio Music Awards                       | 2014                | Instagram Award                                                                                   |                                                          | Номинация           |
| iHeartRadio Music Awards                       | 2015                | Best Fan Army                                                                                     |                                                          | Номинация           |
| iHeartRadio Music Awards                       | 2016                | Female Artist of the Year                                                                         |                                                          | Номинация           |
| iHeartRadio Music Awards                       | 2016                | Best Fan Army                                                                                     |                                                          | Номинация           |
| iHeartRadio Music Awards                       | 2016                | Biggest Triple Threat                                                                             |                                                          | Награда             |
| Much Music Video Awards                        | 2015                | Любимый международный артист или группа                                                           |                                                          | Номинация           |
| InStyle Social Media Awards                    | 2014                | Best VIP Access                                                                                   |                                                          | Номинация           |
| InStyle Social Media Awards                    | 2015                | Always There For The Fans                                                                         |                                                          | Награда             |
| Make-A-Wish Foundation                         | 2015                | Favorite Dance Song                                                                               | «I Want You to Know» (совместно с Zedd)                  | Награда             |
| MTV Europe Music Awards                        | 2011                | Biggest Fans                                                                                      |                                                          | Номинация           |
| MTV Europe Music Awards                        | 2013                | Best Female                                                                                       |                                                          | Номинация           |
| MTV Europe Music Awards                        | 2016                | Best Pop                                                                                          |                                                          | Номинация           |
| NewNowNext Awards                              | 2013                | Triple Play                                                                                       |                                                          | Награда             |
| Telehit Awards                                 | 2011                | Best New International Youth Artist                                                               |                                                          | Награда             |
| Telehit Awards                                 | 2015                | Best Female Artist                                                                                |                                                          | Награда             |
| Shorty Awards                                  | 2012                | Actress                                                                                           |                                                          | Награда             |
| Shorty Awards                                  | 2012                | Celebrity Fashion                                                                                 |                                                          | Номинация           |
| Shorty Awards                                  | 2013                | Actress (tie)                                                                                     |                                                          | Награда             |
| Shorty Awards                                  | 2013                | Celebrity Fashion                                                                                 |                                                          | Награда             |
| Shorty Awards                                  | 2016                | Singer                                                                                            |                                                          | Номинация           |